# Хакаський ВТТ
Хакаський ВТТ (рос. ХАКАССКИЙ ИТЛ, Хакасслаг) — підрозділ, що діяв в структурі Головного управління виправно-трудових таборів Народного комісаріату внутрішніх справ СРСР (ГУЛАГ НКВД).
Організований 14.05.53 (перейменований з БУДІВНИЦТВА 18 і ВТТ);
закритий 28.06.55.

## Підпорядкування і дислокація
- ГУЛАГ МЮ з 14.03.53 ;
- ГУЛАГ МВС з 28.01.54;
- УИТЛК МВС Башкирської АРСР з 12.02.54.

Дислокація: Башкирська АРСР, м.Ішимбай

## Виконувані роботи (як спадкоємець БУДІВНИЦТВА 18 і ВТТ)
- Буд-во комбінату №18 МНП, ТЕЦ,
- роботи на ДОК.